# Rofécoxib
Le rofécoxib est un médicament anti-inflammatoire non stéroïdien (AINS) de la classe des coxibs utilisé dans le traitement de l'ostéoarthrite, des états douloureux aigus, et de la dysménorrhée. Il est commercialisé sous les marques Vioxx et Vioxx-Dolor. Introduit en 1999 par la multinationale Merck Sharp & Dohme, il était disponible sur ordonnance en comprimés et suspension buvable. Rien qu'aux États-Unis, on estime que plus de 20 millions de personnes l'ont utilisé.
Il est retiré du marché en 2004 à cause d'un risque accru d'infarctus du myocarde (au niveau mondial le 30 septembre 2004).
Il a vite été avéré que le laboratoire Merck connaissait les effets secondaires potentiellement mortels avant même de lancer Vioxx en 1999, mais avait dissimulé les résultats inquiétants de ces études. Traduit en justice, Merck plaide coupable afin d’écourter le scandale et doit verser cinq milliards de dollars en 2005-2006 pour indemniser les victimes, puis verser, en 2011, 950 millions à l'Etat américain, pour « fausses déclarations sur la sécurité de son médicament aux fins d'augmenter ses ventes ».

## Propriétés

### Inhibiteur COX-2 sélectif
Comme toute molécule de cette classe, elle possède une action anti-inflammatoire et sensiblement avec moins d'effets indésirables gastrique (brûlures, ulcère), moins de saignements digestifs que les molécules plus anciennes, mais avec plus de risque de développer des maladies cardiovasculaires.
Contrairement à l'aspirine et aux anti inflammatoires non stéroïdiens classiques, elle ne modifie pas la sécrétion de Thromboxane A2. De plus, elle diminue le taux de prostacycline circulante, cette dernière étant vasodilatatrice. L'aggrégabilité plaquettaire est alors augmentée.

## Effets secondaires
article principal : coxib

## Scandale pharmaceutique, et retrait du marché
En dépit d'effets secondaires graves (surtout en cas de prise prolongée ou de terrain prédisposant) connus du fabricant, le Rofecoxib a été utilisé durant plusieurs années sans information des médecins et patients quant à ces effets. Les autres coxibs ne sont pas exempts des mêmes effets, même s'ils sont numériquement plus rares.

### Étude de la FDA
Une étude de l'administration américaine des denrées alimentaires et des médicaments (Food & Drug Administration FDA) conclut que 27 785 décès et problèmes cardiaques pourraient avoir été causés par le Vioxx entre 1999 et 2004. Ce n'est qu'après cette étude que Merck décide de retirer le Vioxx du marché, bien que de nombreuses études précédentes indiquaient des risques importants dus à l'utilisation de ce médicament.
- Étude VIGOR : Le Rofecoxib, testé en double aveugle contre le naproxène sur 2 000 patients sur neuf mois, un anti-inflammatoire classique, montre un doublement du nombre d'infarctus du myocarde. L'explication initiale était un effet « protecteur » du naproxène, qui n'a, en fait, jamais été démontré.

- Étude APPROVe : Le Rofecoxib est testé sur 2 600 patients, contre un placebo, sur 3 ans. L'étude a été interrompue de manière précoce devant le quasi doublement du nombre d'infarctus du myocarde dans le groupe traité.

### Retrait
L'étude APPROVe a permis l'arrêt de la commercialisation de la molécule dans le monde entier.
En France, « seules quelques expertises ont été diligentées, à la demande du tribunal de grande instance de Paris, où une trentaine de demandes d'indemnisation étaient déposées en 2010 ». Mais le retrait de la molécule a donné lieu à d'importantes controverses sur la fiabilité et la diffusion des informations sur le effets secondaires et l'efficacité des médicaments, mettant notamment en cause le laboratoire pharmaceutique car des données montrant la majoration des risques cardiaques semblaient disponibles au moins depuis 2001 (trois ans avant le retrait de la molécule).
Un rapport remis en mars 2013 écartait, pour tous les plaignants, toute imputation du Vioxx. Néanmoins, il apparaît que, Bernard Rouveix, l'expert commis dans le dossier, pharmacologue de renom, avait omis de signaler qu'il avait précédemment travaillé pour l'avocat du laboratoire Merck,.

### Justice
L’enquête fédérale aux États-Unis permet de démontrer rapidement que l'accroissement notable de la mortalité cardio-vasculaire sous Vioxx© avait été repérée par les expérimentateurs de Merck dès les premières études épidémiologiques, mais que sur ordre ces résultats ont été manipulés afin de ne pas nuire à la carrière prometteuse du produit,. 
En 2011 le groupe Merck Pharmaceuticals reconnait officiellement (selon un communiqué de presse du Département américain de la Justice) avoir eu connaissance de ces effets et avoir illégalement omis de préciser une partie des effets secondaires de l'anti-douleur (Vioxx). 
Des chercheurs et des responsables de l'entreprise ont de manière complice caché les preuves du fait que ce médicament avait, lors de ses essais cliniques, provoqué un nombre alarmant de crises cardiaques.
Les dirigeants, employés, chercheurs ou médecins de Merck n'ont pas été traduits en justice. En échange, Merck a plaidé coupable et a payé une amende pour avoir violé la loi sur les produits alimentaires, cosmétiques et de santé dans le cadre de sa mise sur le marché du Vioxx. Le directeur général de Merck (Raymond Gilmartin), responsable du dossier Vioxx, a néanmoins reçu un salaire de près de quarante millions de dollars lors de sa dernière année d’emploi dans le groupe, après quoi, Gilmartin n’a pas été poursuivi ni emprisonné mais accueilli à la Harvard Business School pour y donner des cours sur la responsabilité sociale des entreprises.
Le laboratoire Merck plaide coupable afin d’écourter le scandale et doit verser cinq milliards de dollars en 2005-2006 pour indemniser les victimes, puis verser, en 2011, 950 millions à l'Etat américain, pour « fausses déclarations sur la sécurité de son médicament aux fins d'augmenter ses ventes ».

#### Faux articles scientifiques et pressions sur les médecins
Plutôt que de divulguer ces résultats comme l'éthique médicale et la loi le demandaient, l'entreprise pharmaceutique Merck a engagé des auteurs fantômes qui ont écrit des articles trompeurs vantant l'innocuité et l'efficacité de Vioxx et qui ont ajouté leur nom comme coauteurs de l'article pour lui donner de la crédibilité dans le monde médical. Merck et Elsevier, l’une des plus grandes maisons d’édition scientifiques au monde, ont édité une fausse revue médicale pour les publier, The Australasian Journal of Bone and Joint Medicine. « La présentation faisait penser à une revue à comité de lecture, mais n’était en fait qu’un outil publicitaire pour les médicaments de la société »,.
Le fabricant du Vioxx savait que les patients qui en prenaient multipliaient par six leur risque de faire une crise cardiaque, mais les représentants de Merck ont persuadé les médecins – via de fausses déclarations et des pots-de-vin – de prescrire le médicament aux patients. Merck a pris le temps d'accumuler 11 milliards de dollars de ventes de Vioxx avant de le retirer lui-même du marché. Les régulateurs américains ont estimé à au moins 60 000 personnes le nombre de morts dus à ce médicament.

### Chiffre d'affaires
Depuis la mise sur le marché du Vioxx en 1999, Merck a engrangé un chiffre d'affaires annuel moyen d'environ 2 milliards de dollars. 